# بازی جنگ (فیلم ۲۰۰۱)
بازی جنگ (به انگلیسی: War Game) فیلم کوتاه-انیمیشن به کارگردانی دیو یوموین و به تهیه‌کنندگی یولیمیتد فیلمز، محصول سال ۲۰۰۱ کشور بریتانیا است. فیلم براساس رمان کوتاه بازی جنگ از مایکل فورمن ساخته شده است. ایان جونز، آدام گودلی، بن وارویک و کیت وینسلت صداپیشگان این فیلم کوتاه هستند. بسیاری از صحنه‌های مشابه ذکرشده در رمان بازی جنگ در فیلم وجود دارد؛ هرچند که چهار شخصیت جدید به فیلم افزوده شده است.